# Don't Believe the Hype
Don't Believe the Hype è un brano musicale del gruppo rap Public Enemy, terzo singolo estratto dall'album It Takes a Nation of Millions to Hold Us Back del 1988.

## Il brano
Il testo della canzone tratta principalmente delle istanze politiche negli Stati Uniti all'epoca della pubblicazione del singolo. Nello specifico è una critica dei mass media statunitensi. L'hype è tutto ciò che fa momentaneamente tendenza e viene propugnato alla gente per ragioni di mercato o propaganda e dunque è la prima cosa a cui non credere mai: «Don't believe the hype, it's a sequel/ As an equal can I get this through to you/ My 98 booming with a trunk of funk/ All the jealous punks can't stop the dunk/ Coming from the school of hard knocks/ Some perpetrate, they drink Clorox/ Attack the Black, because I know they lack exact/ The cold facts, and still they try to Xerox/ The leader of the new school, uncool, never played the fool, just made the rules» ("Non credete alla propaganda, è una continuazione/ Da uguale, posso trasmetterlo/ La mia 98 romba con un pistone funk/ Tutti gli sfigati invidiosi non possono interrompere la pacchia/ Arrivando dalla scuola dei detrattori/ Qualcuno ci prova, bevono conegrina/ Attaccano il Nero, perché conosco bene i loro difetti/ La pura verità, eppure cercano ancora di imitarmi/ Maestro del nuovo corso, impeccabile/ Mai fatto il buffone, ho solo stabilito le regole"). Il ritmo del pezzo è tratto da Synthetic Substitution di Melvin Bliss e da Escape-ism di James Brown.
Don't Believe the Hype raggiunse la posizione numero 18 nella classifica U.S. Hot R&B/Hip-Hop Songs e la medesima posizione in Gran Bretagna nella Official Singles Chart nel luglio 1988. Chuck D dichiarò che il pezzo si ispirava alle opere di Noam Chomsky.
La B-side del 45 giri includeva Prophets of Rage e The Rhythm The Rebel, una versione a cappella della strofa d'apertura della canzone Rebel Without a Pause.

## Tracce
1. Don't Believe the Hype - 5:23
2. Prophets of Rage -
3. The Rhythm The Rebel -

## Classifica
| Classifica (1988)                                 | Posizione massima |
| ------------------------------------------------- | ----------------- |
| U.S. Billboard Dance Music/Club Play Singles      | 21                |
| U.S. Billboard Hot R&B/Hip-Hop Singles & Tracks   | 18                |
| U.S. Billboard Hot Dance Music/Maxi-Singles Sales | 17                |